# Fuerza Aérea Uruguaya 571 Memorial

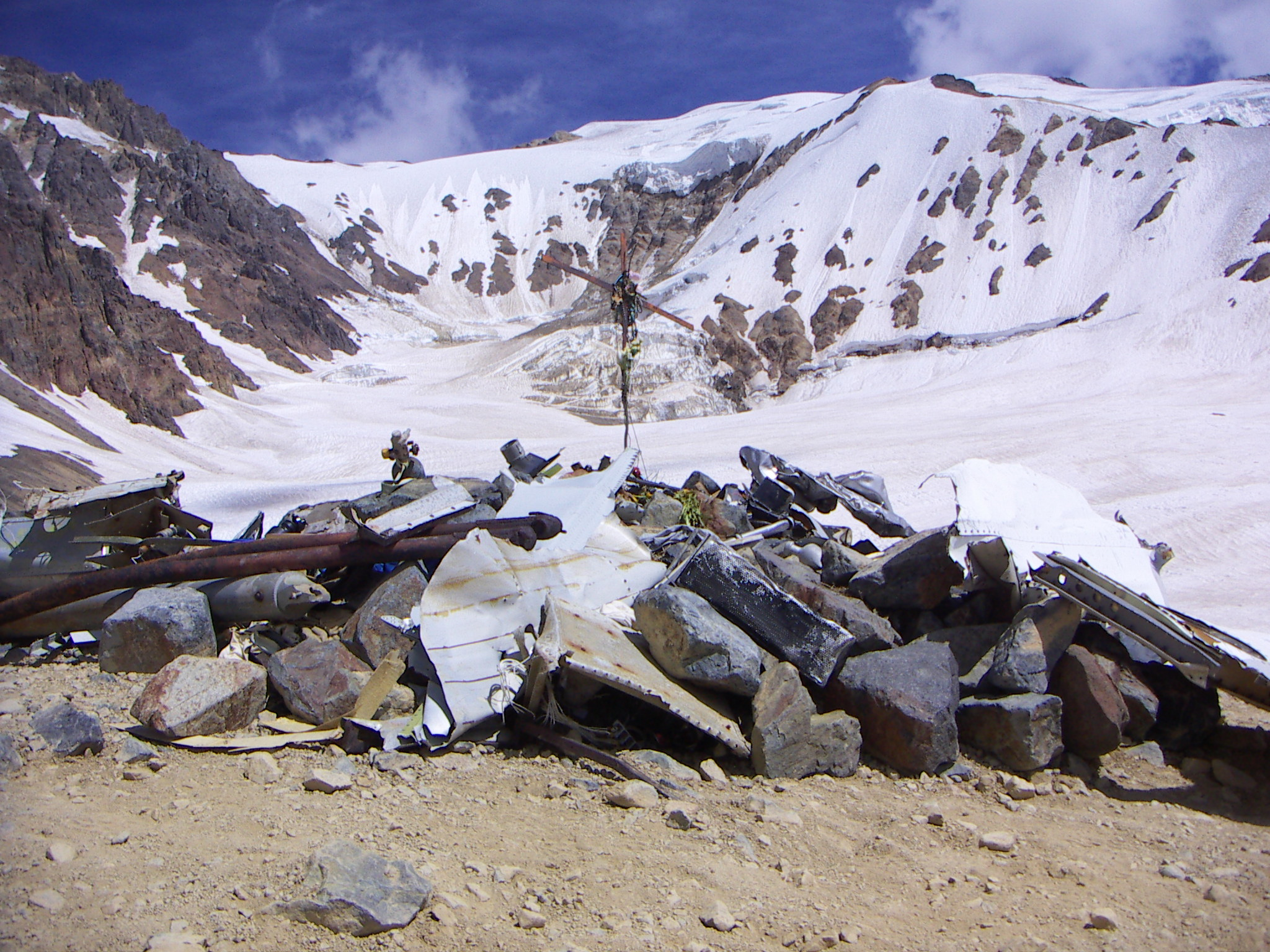
Zbiorowy grób ofiar katastrofy

Fuerza Aérea Uruguaya 571 Memorial (ang. Uruguay Air Force Flight 571 Memorial) – pomnik nagrobny ofiar katastrofy lotu Fuerza Aérea Uruguaya 571, znajdujący się około 80 metrów od miejsca zderzenia samolotu z ziemią, na zboczu bezimiennego wzniesienia pomiędzy Cerra Sosneado a wulkanem Tinguiririca.

## Historia
W dniach 18–20 stycznia 1973 grupa andyjskich ratowników górskich zebrała wszystkie ciała, które znajdowały się w pobliżu wraku i pochowała w plastikowych workach w płytkim grobie, który wykopano około 80 metrów od miejsca katastrofy na terenie niezagrożonym lawinami. Miejsce pochówku oznaczono rustykalnym kamiennym ołtarzem z pomarańczowym żelaznym krzyżem, na którym z jednej strony znajduje się napis: "EL MUNDO A SUS HERMANOS URUGUAYOS" (pl. Świat braciom z Urugwaju), zaś z drugiej: "CERCA, OH DIOS DE TI" (pl. Blisko, o Boże do Ciebie). Po ukończeniu prac przy pomniku, towarzyszący ratownikom kapłan Ivan Canviedes odprawił mszę świętą.
21 marca 1973 Ricardo Echavarren dokonał na własną rękę ekshumacji ciała swojego syna Rafaela. Po dotarciu do miejscowości El Sosneado został zatrzymany przez argentyńską policję, a ciało Rafaela zostało zarekwirowane i tymczasowo spoczęło na cmentarzu w San Rafael. Ostatecznie Ricardo Echavarren uzyskał wszystkie potrzebne zgody i ciało jego syna zostało sprowadzone do Urugwaju i pochowane na cmentarzu w Montevideo.
W 2008 w grobie złożono prochy Selera Parrado, męża Eugenii Dolgay de Parrado i ojca Susany Parrado, ofiar katastrofy.

## Pochowani
- Francisco Abal (ur. 24 czerwca 1951, zm. 14 października 1972)
- Graciela Gumila de Mariani (ur. 1930, zm. 14 października 1972)
- Gaston Costemalle (ur. 1949, zm. 13 października 1972)
- Alexis Hounié (ur. 31 stycznia 1952, zm. 13 października 1972)
- Francisco Nicola (ur. 1932, zm. 13 października 1972)
- Esther Horta Pérez de Nicola (ur. 1932, zm. 13 października 1972)
- Gustavo Nicolich (ur. 1952, zm. 29 października 1972)
- Arturo Nogueira (ur. 19 kwietnia 1951, zm. 15 listopada 1972)
- Guido Magri (ur. 1949, zm. 13 października 1972)
- Felipe Maquirriain (ur. 31 lipca 1950, zm. 13 października 1972)
- Julio Martínez-Lamas (ur. 1947, zm. 14 października 1972)
- Daniel Maspons (ur. 20 sierpnia 1952, zm. 29 października 1972)
- Juan Carlos Menéndez (zm. 29 października 1972)
- Eugenia Dolgay de Parrado (ur. 1922, zm. 13 października 1972)
- Seler Parrado (ur. 2 września 1917, zm. 16 maja 2008) – jedyny pochowany niebędący ofiarą katastrofy
- Susana Parrado (ur. 29 maja 1952, zm. 21 października 1972)
- Marcelo Perez (ur. 26 marca 1947, zm. 29 października 1972)
- Enrique Platero (ur. 21 lipca 1950, zm. 29 października 1972)
- Liliana Navarro de Methol (ur. 7 lutego 1938, zm. 29 października 1972)
- Daniel Shaw (ur. 1948, zm. 13 października 1972)
- Diego Storm (ur. 1952, zm. 29 października 1972)
- Numa Turcatti (ur. 30 października 1947, zm. 11 grudnia 1972)
- Carlos Valeta (ur. 1954, zm. 13 października 1972)
- Fernando Vázquez (ur. 20 sierpnia 1952, zm. 14 października 1972)

### Ekshumowani
- Rafael Echavarren (ur. 20 sierpnia 1950, zm. 18 listopada 1972) – spoczywał w grobie od 20 stycznia do 21 marca 1973